# Nyctibora mexicana
Nyctibora mexicana es una especie de cucaracha del género Nyctibora, familia Ectobiidae. Fue descrita científicamente por Saussure en 1862.
Habita en México, Guatemala, Panamá y Colombia.